# Jaina Marefiero
Jaina Marefiero (Jaina Proudmoore) è un personaggio dell'universo di Warcraft creato da Blizzard Entertainment, apparso per la prima volta in Warcraft III: Reign of Chaos.
Governa sulla città di Theramore, che rappresenta l'unico territorio umano a Kalimdor, ed è anche la più potente incantatrice umana vivente.

## Biografia

### Gioventù
È nata durante la Seconda Guerra dall'ammiraglio Daelin Marefiero, signore di Kul Tiras e amico e alleato dei regni di Lordaeron e Azeroth. Jaina aveva un fratello, Derek, il quale perirà durante il conflitto della quarta guerra, per essere poi trasformato in Reietto da Sylvanas Ventolesto.
Ancora giovane, Jaina si innamorò delle storie della Guardiana Magna Aegwynn. Quando il suo talento magico fu scoperto e lei fu mandata a Dalaran, tormentò l'arcimago Antonidas fino a che non la accettò come apprendista, diventando alla fine una delle poche maghe in diretto servizio di Dalaran.
Dato il loro retaggio reale, era inevitabile che Jaina e il principe Arthas, l'erede al trono di Lordaeron, si sarebbero incontrati. Con gli anni diventarono molto amici, e si innamorarono anche al punto da decidere di sposarsi. Arthas però si domandò se loro due erano pronti per stare assieme e alla fine ruppe la relazione così che lei potesse concentrarsi sui suoi studi e lui sui suoi compiti a Lordaeron. Jaina fu molto ferita da questa decisione, ma non la contrastò: si sarebbe presto resa conto che era la cosa giusta da fare. Poco tempo dopo decisero di ravvivare la loro relazione, ma questo accadde durante l'inizio dell'invasione del Flagello che avrebbe cambiato entrambe le loro vite per sempre.

### La Terza Guerra
Molti anni dopo Antonidas, che cercava di scoprire di più riguardo alla piaga che stava devastando il nord di Lordaeron, ricevette la visita del profeta Medivh, che consigliò ai maghi di portare la sua gente ad ovest, nelle terre di Kalimdor. Antonidas lo cacciò pensando che fosse solo un pazzo ma Jaina, che aveva origliato la conversazione, sentì un grande potere provenire dal Profeta e pensò che forse avrebbero dovuto seguire il suo consiglio. Antonidas continuò a dissentire, e mandò Jaina ad incontrarsi con Arthas per investigare sulla piaga nel villaggio di Brill. Mentre esaminavano la zona, Jaina vide delle cose davvero molto strane, inclusi un negromante ed uno zombie fatto di parti di altri cadaveri (quello che poi sarà noto come "abominio"). Si scontrarono contro molti nemici non morti e scoprirono un granaio il cui contenuto era infettato dalla piaga. Le casse portavano il sigillo di Andorhal, il centro di distribuzione primario del grano a Lordaeron.
Inseguendo il negromante, che era un ex membro del Kirin Tor, Kel'Thuzad, fino ad Andorhal trovarono una massa enorme di non morti ad attenderli ma riuscirono comunque a raggiungerlo, e Arthas lo uccise. Nel viaggio di ritorno verso Dalaran si fermarono a riposare nella cittadina di Valsalda. Tuttavia scoprirono che il grano infetto era già arrivato anche lì, e sotto i loro occhi gli abitanti si trasformarono in non morti.
Sebbene riluttante, Jaina lo lasciò andando a cercare il paladino Uther per ottenere rinforzi. Quando ritorno portando con sé i guerrieri della Mano d'Argento Valsalda era praticamente distrutta ed Arthas stava combattendo una battaglia persa, ma con l'aiuto di Uther riuscirono a respingerli. Arthas, demoralizzato e orripilato dalle schiaccianti forze non morte, decise di andare a Stratholme dove sperava di scovare il loro leader, il signore del terrore Mal'Ganis (a Valsalda avevano infatti scoperto che un grosso carico di grano era stato inviato lì).
Jaina ed Uther lo seguirono a Stratholme, ma non arrivarono in tempo per impedire agli abitanti di mangiare il grano. Tutti e tre sapevano che la gente di Stratholme si sarebbe presto trasformata in un'orda non morta e li avrebbe attaccati; Arthas decise allora di uccidere la popolazione prima che potessero mutarsi. Uther però non poteva neppure concepire il massacro di gente il cui solo crimine era di essere infetta, anche se lasciarli in vita avrebbe significato vederli diventare dei mostri.
Quando Uther si rifiutò di aiutarlo, Arthas lo accusò di tradimento, e proclamò che chiunque fosse leale al re sarebbe rimasto con lui: con sua grande sorpresa, Jaina si girò e seguì Uther.
(Jaina ad Arthas, a Stratholme)
Jaina e Uther ritornarono alle rovine brucianti di Stratholme dopo che Arthas ebbe finito il suo lavoro lì. Entrambi furono sconvolti da quello che videro: un'intera città massacrata come se nulla fosse, senza differenza di sesso, età o altro. Proprio lì Jaina fu visitata dal misterioso Profeta che aveva cercato invano di convincere sia re Terenas, il padre di Arthas, che il suo mentore Antonidas. Il Profeta le disse di sbrigarsi e portare la sua gente oltre il Grande Mare, ad ovest, fuggendo da Lordaeron e dalla sua patria, Kul Tiras. Jaina capì che aveva ragione, così la maga radunò una flotta e si preparò a partire: lasciò Lordaeron subito prima che l'invasione iniziasse, salvando migliaia di persone da un destino altrimenti segnato.

### Arrivo a Kalimdor
Una volta raggiunte le coste di Kalimdor, Jaina scoprì che c'erano degli orchi lì, e credendo che l'Orda l'avesse seguita da Lordaeron cominciò a dargli battaglia. Grom Malogrido, uno dei leader degli orchi, non se lo fece ripetere due volte e rispose all'offensiva. Dopo una disastrosa battaglia con gli orchi, trovò un posto dove sarebbe riuscita a tenerli a bada: il Picco di Petrartiglio, sulla cima delle Vette di Petrartiglio non era soltanto un ottimo posto da difendere, ma al suo interno la maga percepì anche un grande potere. Così guidò una spedizione all'interno delle caverne alla ricerca di qualche potere per sconfiggere gli orchi, ma sentì che erano seguiti.
Raggiunto il cuore della montagna Jaina incappò in Thrall e Cairne Zoccolo Sanguinario: stavano per aggredirsi quando furono fermati dall'Oracolo della montagna, che altri non era se non il misterioso Profeta che avevano incontrato a Lordaeron. Egli li implorò di allearsi gli uni con gli altri, avvertendoli che altrimenti non sarebbero sopravvissuti alla furia della Legione Infuocata.
Riluttante, Jaina accettò di unire le sue forze con quelle di Thrall, e gli diede una Gemma dell'Anima, che l'orco uso per catturare l'essenza di Grom Malogrido quando l'invasione di Kalimdor iniziò. Quindi, aiutò Thrall a purificare l'amico dalla maledizione demoniaca che lo aveva attanagliato.
Jaina e Thrall continuarono ad essere alleati, nonostante le loro forze non fossero molto convinte di ciò, anche dopo la morte di Malogrido. Erano terrorizzati dai non morti, ma anche dai letali attacchi colpisci-e-fuggi degli elfi della notte. Anche se la loro alleanza gli permetteva di rimanere in vita, si stavano muovendo su un filo sottile.

### La battaglia del Monte Hyjal
Alla fine Thrall ricevette una visione: Jaina lo seguì dove gli era stato detto di andare, e qui trovarono i leader degli elfi della notte, Malfurion Grantempesta e Tyrande Soffiabrezza. Il profeta apparve e rivelò di essere Medivh, ritornato come spirito per correggere gli errori commessi in vita. Implorò gli umani, gli orchi e gli elfi della notte di unire le forze contro la Legione, o sarebbero caduti tutti. Le tre razze allora si dichiararono d'accordo a difendere il Monte Hyjal insieme.
Jaina usò la sua capacità di teletrasporto per esaminare l'area circostante e scoprì che Archimonde e le sue guardie del destino si stavano velocemente facendo strada fra le montagne. I difensori crearono così tre basi nello sforzo di rallentare la sua ascesa mentre Malfurion lavorava per proteggere l'Albero del Mondo che cresceva in cima al monte. La base di Jaina fu la prima sulla strada del demone, e fu quindi la prima a cadere, ma prima che lui potesse ucciderla Jaina si trasportò lontana dalle grinfie di Archimonde. La base successiva fu quella di Thrall, e Jaina usò le sue ultime energie per portarlo in salvo prima che potesse essere distrutto dal demone. Archimonde riuscì a scacciare dal suo sentiero anche gli elfi, nonostante gli sforzi di Tyrande e Shandris Piumaluna, ma raggiunto Nordrassil venne distrutto dall'energia che la natura aveva accumulato per difendersi.

### La fondazione di Theramore
Con la sconfitta della Legione sul Monte Hyjal, Jaina prese i suoi rifugiati e li portò su un'isola situata vicino alle coste orientali di Kalimdor, nella regione delle Acquemorte, e la chiamò Theramore. La data esatta della fondazione non è chiara, ma si sa che il ruolo della cittadella fu importante nella fondazione della nazione degli orchi, Durotar.
Quando Rexxar, il mezzogre campione dell'Orda le domandò spiegazioni per aver incontrato umani a Durotar e per il tentativo di assassinio da parte loro, Jaina cadde dalla nuvole e gli disse di non saperne nulla. La maga allora accettò di aiutare Rexxar nell'investigazione che ne seguì, e scoprirono che l'avamposto umano sotto accusa era stato distrutto dai naga. Quando trovarono un soldato morente, Jaina realizzò con orrore che suo padre, l'ammiraglio Daelin Marefiero, aveva deciso di farle una visita. Jaina fece di tutto per convincere suo padre che gli orchi non erano più malvagi e di lasciare in pace Rexxar, ma l'ammiraglio non ne volle sapere. Rexxar e i suoi compagni fuggirono, e Thrall fu costretto a raggruppare un'armata per respingere le forze di Marefiero.
Jaina era disperata: mentre si sentiva leale verso suo padre e la sua nazione, le sue esperienze col Flagello e la Legione l'avevano convinta che meschini rancori e vendette come quelli di suo padre erano inutili. Jaina aiutò l'Orda a recuperare delle navi dai goblin e ordinò alle sue truppe di rimanere ferme quando gli orchi avessero assaltato Theramore. Le ultime parole di Jaina a suo padre, ferito a morte nel conflitto, furono per chiedergli perché non l'aveva ascoltata.

### La tensione fra Theramore e Durotar
Theramore e Durotar rimasero in pace per tre anni, sebbene i rapporti fossero diffidenti. Alla fine una serie di piccoli incidenti navali portarono ad uno stato di tensione estrema fra le due potenze, tanto che i goblin, i quali controllavano l'unico porto neutrale della regione (Porto Paranco) si lamentarono.
A dispetto della situazione, Thrall domandò aiuto a Jaina per trovare un ambiente in cui vivere ad un branco di lucertole del tuono che si erano allontanate dal proprio in seguito ad una misteriosa serie di scavi nella Fossa del Tuono. Jaina pensò di portarle in una regione disabitata nella verdeggiante Mulgore, ma fu attonito nello scoprire che l'area era sorvegliata magicamente per proteggere il suo unico abitante: Aegwynn.
La ex guardiana di Tirisfal rifiutò seccamente le ammirazione di Jaina, ma riuscì a capire cosa aveva causato la tensione fra Theramore e Durotar: un demone minore, Zmodlor, aveva rifondato il clan delle Lame Ardenti e stava mettendo contro le due nazioni. Jaina ed Aegwynn ritornarono a Theramore, dove scoprirono che lo stesso ciambellano della maga era stato corrotto dalle Lame Ardenti. Dopo aver sistemato il traditore, si occuparono dello stesso Zmodlor. Sfortunatamente il demone era protetto da una piccola cerchia di stregoni. Jaina fu quasi uccisa dalla loro magia ma Aegwynn le diede la sua stessa forza vitale per supportarla, e la maga riuscì ad uccidere gli stregoni e a bandire Zmodlor nella Distorsione Fatua. Dopo che la crisi tra le due nazioni fu passata Thrall e Jaina firmarono un patto permanente di non aggressione. Contro ogni aspettativa, infine, Aegwynn sopravvisse e prese il posto del ciambellano di Jaina.

### World of Warcraft: il fumetto
Jaina appare nella storia a fumetti di World of Warcraft, dove assiste il re di Roccavento Varian Wrynn nel recuperare la sua identità perduta, aiutata da Aegwynn.

### Wrath of the Lich King
Dopo la morte di Bolvar Domadraghi in Wrath of the Lich King Varian Wrynn preparò le truppe dell'Alleanza per combattere contro la guerra: nel disperato tentativo di evitare una Quarta Guerra Jaina si teletrasportò ad Orgrimmar per capire la verità sui recenti eventi a Nordania. Qui, da Sylvanas Ventolesto e da Thrall, apprese che all'interno dell'Orda c'era stato un colpo di Stato organizzato dal signore del terrore Varimathras, e che Sepulcra era caduta nelle sue mani. Thrall le assicurò che i capi dell'Orda non volevano una guerra contro l'Alleanza e che avevano intenzione di occuparsi dei traditori. Jaina tentò quindi di fermare Varian, pur sapendo che Bolvar era per lui come un fratello e che quindi sarebbe stato molto difficile.
Infatti, mentre le forze di Thrall assediavano Sepulcra per riprenderla, Varian la attaccava da dietro con l'intento di riprendere la ex Capitale di Lordaeron e farla tornare al vecchio splendore. Rifiutandosi di stare a guardare mentre Orda e Alleanza si combattevano così stupidamente, Jaina bloccò entrambe le armate congelandole al suolo e teletrasportò quelle dell'Alleanza di nuovo a Roccavento.

### I segreti di Ulduar
Quando Brann Barbabronzea scoprì che il Dio Antico Yogg-Saron si era liberato dalla sua prigione nella città titanica di Ulduar, Rhonin e Jaina convocarono i leader dell'Alleanza e dell'Orda a Dalaran. Mentre Rhonin spiegava a Varian la situazione, Jaina vide che Thrall e Garrosh Malogrido, l'impulsivo figlio di Grom erano arrivati presto e tentò di fermarli prima che iniziasse un altro confronto. Tuttavia non riuscì ad evitare che Varian e Garrosh cominciassero a litigare, e Varian se ne andò, rifiutando del tutto di cooperare con l'Orda, e lasciando in sospeso la domanda di chi avrebbe affrontato allora Yogg-Saron.

### La caduta del Re dei Lich
Più di recente, Jaina ha guidato una spedizione di campioni dell'Alleanza a Corona di Ghiaccio, per affrontare il Re dei Lich e scoprire se lo spirito di Arthas poteva ancora essere salvato. Mentre i campioni affrontavano degli agenti del Re dei Lich, Jaina affrontò il Re stesso, trovandosi ben presto in difficoltà e costretta alla fuga, con la triste convinzione che del suo antico amato non restava più nulla. Il Re dei Lich verrà in seguito sconfitto da Tirion Fordring, liberando così anche lo spirito di Arthas.
Ma fu qui che Jaina si ricredette: uno degli avventurieri consegna a Jaina un medaglione raccolto dal corpo di Arthas, appartenente ad ella in passato, dimostrando all'incantatrice che nel profondo Arthas conservava il ricordo della loro storia d'amore e per questo Jaina non riuscirà a smettere di amarlo.

### Venti di guerra
Jaina, dopo i resti della cenere dall'ultima guerra, decide di partire per ritrovare la più preziosa e potente reliquia dei draghi blu, l'Iride Focalizzante, per impedire che non venga presa da esseri malvagi. Ad accompagnarla nel suo viaggio sarà Kalec, ex aspetto dei draghi blu. I due scoprono che qualcuno sta mascherando la presenza dell'Iride, ma proprio in quel momento un emissario di Baine Zoccolo Sanguinario giunge per avvertirli che Garrosh Malogrido sta cominciando la campagna per la conquista di Kalimdor, e Theramore è il primo obbiettivo. Jaina e Kalec chiedono aiuto sia al Consiglio dei Sei del Kirin Tor sia a Varian Wrynn. Proprio mentre la battaglia sembra volgere a loro favore, Jaina e kalec scoprono la terribile verità: l'Orda era riuscita a prendere l'Iride Focalizzante e grazie ad essa è riuscita a creare una gigantesca bomba al mana. Le forze dell'Orda si ritirano e la bomba al mana distrugge completamente la città di Theramore; Jaina si salva per puro miracolo, spinta verso un portale da Rhonin. Quando Jaina si risveglia, scopre che il suo corpo irradia magia arcana, perché aveva assorbito l'energia della bomba. Quando ritorna a Theramore, al posto della città vede un cratere con qualche rovina sopravvissuta; al centro del cratere ritrova anche l'Iride Focalizzante. Proprio in quel momento, la rabbia e l'odio si fecero largo nell'animo di Jaina per la prima volta, e giurò con tutta se stessa che avrebbe vendicato le vittime innocenti di Theramore. Prese di nascosto l'Iride e chiese di nuovo aiuto a Varian e al Consiglio dei Sei: ma il primo disse che non era saggio attaccare Orgrimmar alla cieca, mentre i secondi, benché consapevoli di ciò che aveva fatto Garrosh, non volevano una guerra nella quale sarebbero morti anche degli innocenti che non c'entravano nulla con la distruzione della città. Rifiutata da tutti, Jaina decise che si sarebbe sporcata le mani da sola: nella biblioteca di Dalaran trovo un raro manufatto, il Sesto Elemento, il quale diceva che l'arcano era come un elemento, e l'Iride Focalizzante era stata usata per controllare gli elementali. Con questa informazione e l'Iride Focalizzante, Jaina arrivò nei pressi della costa di Orgrimmar ed evocò un'armata di elementali d'acqua che, unendosi, formarono un gigantesco tsunami pronto per spazzare via Orgrimmar da Azeroth. In quel momento arrivò Thrall, che cercò di dissuaderla, ma Jaina aveva già mandato l'onda anomala contro Orgrimmar, e nella sua furia cercò di attaccare anche il suo vecchio amico. Arrivò anche Kalecgos, il quale le disse che stava ripetendo la stessa cosa che Arthas aveva fatto a Stratholme, e uccidendo degli innocenti insieme ai colpevoli, sarebbe diventata come lui. Rendendosi finalmente conto di cosa stava diventando, Jaina fermò appena in tempo l'onda; si scusò con Kalec e Thrall, ma a quest'ultimo gli disse che la pace poteva essere possibile solo se Garrosh fosse stato deposto dal suo ruolo. Kalecgos prese Jaina e tornarono alle rovine di Theramore, e con loro stupore, si imbatterono in Fearbreaker, perfettamente intatto nonostante la bomba. Venendo alle prese con il suo dolore, Jaina comincia a piangere mentre Kalec la conforta. Mentre parlano, lui l'aiuta a capire che lei vuole tornare a Dalaran e al Kirin Tor, ricordando che Rhonin le aveva detto che era il suo futuro. Riconoscendo i loro sentimenti l'uno per l'altra, Kalec bacia Jaina, iniziando formalmente una relazione.
Incontro con i restanti membri dei Sei, Jaina spiegò loro quello che aveva fatto e il suo ruolo con l'Iride Focalizzante. Kalec, come leader dello Stormo blu, dona inaspettatamente l'Iride al Kirin Tor per la custodia. Jaina fa la sua richiesta formale per tornare alla Kirin Tor come membro novizio invece di prendere il posto di Rhonin come leader. Khadgar spiega che Vereesa aveva trovato in una scatola che conteneva pergamene segrete una profezia scritta da Korialstrasz, che descrive perfettamente Jaina come è ora e gli eventi che l'avevano appena colpita. A seguito di tutto ciò che era accaduto, la moderazione di Jaina di fronte alla disperazione ha mostrato loro molto del suo carattere. Jaina sottolinea che aveva bisogno di aiuto e parte del ringraziamento va a Kalec, e così Khadgar estende un invito all'Aspetto per aderire al Kirin Tor. Dopo aver visto la nuova fossa comune fuori Theramore come nuovo leader del Kirin Tor, Jaina, con Kalec al suo fianco, presiede il servizio commemorativo del suo predecessore alla Cittadella Viola.

### Approdo a Pandaria
Jaina, come il leader del Kirin Tor, era presente durante l'incontro dell'Alleanza nel Santuario delle Sette Stelle, dove i dignitari dell'Alleanza e gli alleati hanno discusso i pro e i contro di utilizzare il potere degli Sha. Lei rimase in silenzio nel suo parere, ma riuscì a trattenere lo Sha quando si manifestò fisicamente in un'eco di odio. Re Varian Wrynn inviò suo figlio Anduin e un avventuriero per negoziare con Jaina il ritiro degli elfi del sangue da Dalaran perché sostengono fedeltà all'Orda e rappresentano una grave minaccia per lo sforzo bellico. Jaina rifiutò, citando il desiderio di mantenere la neutralità di Dalaran. Il suo motivo è che, nonostante il suo disprezzo per Garrosh, Dalaran potrebbe servire come un faro di speranza e pace. Mostrando al mondo che sia Alleanza e Orda possono fidarsi l'un l'altro e lavorare insieme nella loro città, il mondo sarebbe in grado di credere che possano essere al di sopra della guerra. Mentre lei e Anduin parlano, Jaina ha ammesso che non era orgogliosa di come lei aveva previsto di eliminare Orgrimmar. Assiste più tardi gli Elfi della notte, aumentando le difese magiche di Darnassus, al fine di evitare che Garrosh ottenga la Campana Divina. Nonostante i loro sforzi, l'Orda entrò con successo a Darnassus e riuscì a rubarla. Jaina tornò a Darnassus e cercando di scoprire come i suoi scudi abbiano fallito, ha trovato prove che ha coinvolto una persona a conoscenza del Kirin Tor e la rete di portali di Dalaran nel furto. Furiosa per questo presunto tradimento, Jaina mobilitò il Kirin Tor, le forze dell'Alleanza e il Patto d'argento per eliminare i Predatori del Sole da Dalaran. il vero colpevole, però, era un piccolo gruppo di disertori dei Predatori del Sole in qualità di spie e agenti di Garrosh; gli altri membri, tra cui Aethas, non avevano mai avuto alcuna conoscenza di quello che è successo fino a quando Jaina lo rivelò a loro. Dopo un breve confronto con Aethas, Jaina scelse di incarcerarli. L'arrivo del Gran Magistro Rommath e dei campioni dell'Orda tramite teletrasporto salvarono molti dei Predatori del Sole, tra cui Aethas, tuttavia molti altri erano ancora imprigionati o uccisi. Dopo l'epurazione, Jaina riferì al re Varian che Dalaran era libero dalle interferenze dell'Orda e il Kirin Tor poteva ora dare supporto all'Alleanza. Varian era deluso che Jaina non avesse conferito con lui prima di agire perché era in trattative segrete con gli Elfi del sangue per riportarli nell'Alleanza. Il suo attacco ai Predatori del Sole avrebbe quindi riportato i sin'dorei all'Orda. Jaina gli disse invece che gli sforzi diplomatici di Varian con gli Elfi del sangue erano folli, dato che ora crede che "una volta Orda, sempre Orda." Varian le ha sottolineato che l'Alleanza deve agire come una cosa sola.
Più tardi, Varian ha scoperto che suo figlio Anduin e un campione dell'Alleanza mentre uscivano da soli per fermare Garrosh mentre usava la Campana Divina. Sebbene Anduin riuscì a fermare Garrosh e a distruggere l'artefatto, lo fece a caro prezzo: Garrosh aveva aggredito Anduin e lo lasciò gravemente ferito. Varian non si pentì di aver inviato Anduin a Roccavento immediatamente e ordinato a Velen di inviarlo subito da lui. Varian, poi, tristemente teneva suo figlio, mentre Jaina giurò a Varian che il Kirin Tor avrebbe retribuito il danno di Garrosh e prontamente si teletrasportò.

### Attacco al Re del Tuono
Jaina formò l'Offensiva del Kirin Tor non solo per sconfiggere la minaccia emergente di un risorto Lei Shen, ma anche per evitare che l'Orda potesse trovare eventuali resti del suo potere. Jaina stipulò un'alleanza con i Shado-Pan che si erano già stabiliti nell'Isola del Tuono e aveva già cominciato minare la forze di Lei Shen. Jaina inviò i suoi campioni a Taran Zhu come gesto di buona volontà e per aiutare i loro sforzi. Alla fine l'Offensiva del Kirin Tor prese Shaol'mara come loro base operativa, ottenendo un vantaggio assaltando la porta dell'Imperatore. Con la porta distrutta, i Shado-Pan e l'Offensiva del Kirin Tor hanno lavorato insieme per prendere la Forgia del Tuono e l'atterraggio a Stormsea. Jaina portò le forze dell'Alleanza contro Shan Bu nell'assalto finale alla roccaforte del Re del Tuono. Apprese anche che un manipolo dell'Orda, guidato da Lor'themar Theron, signore reggente di Quel'Thalas, insieme a Aethas, voleva attaccare Lei Shen, anche se scelse di affrontare un problema alla volta. Jaina e Lor'themar si trovarono faccia a faccia dopo che Shan Bu è stato sconfitto. Jaina ordinò che Aethas gli fosse consegnato in cambio della vita di Lor'themar, mentre Lor'themar chiese il rilascio dei Predatori del Sole ancora prigionieri. Mentre le tensioni sono aumentate, Taran Zhu, anche se gravemente ferito, è intervenuto per sdrammatizzare la situazione, sollecitando Lor'themar e Jaina per rompere il ciclo della vendetta. I due alla fine si accordarono su una decisione, anche se Jaina ha chiarito che nessuna vera pace ci sarebbe stata mentre Garrosh Malogrido governava l'Orda. Con sua sorpresa, Lor'themar rispose che quello era proprio il motivo per il quale dovrebbero conservare la loro forza per quel giorno. Addolcita dalla risposta di Lor'themar, Jaina ordinò a Vereesa e alle sue forze di fare marcia indietro. Theron e Jaina concluso il loro colloquio e, grazie alla mediazione di Zhu, hanno lasciato il campo pacificamente. Jaina, successivamente, incaricò gli avventurieri dell'Alleanza che avevano sufficientemente guadagnato la sua fiducia di assaltare il palazzo di Lei Shen e utilizzare la verga di Antonidas per assorbire il suo potere dalla sua pedana sul Pinnacolo delle Tempeste. Con il potere del Re del Tuono fuso con la sua verga, Jaina prevede di utilizzare il terribile potere di Lei Shen su Garrosh quando sarà il momento.

### L'assedio di Orgrimmar
Jaina arrivò insieme a Lor'themar Theron alla Volta di Y'Shaarj dopo che lo Sha dell'Orgoglio è stato sconfitto. Ha detto al Reggente che non era sorpresa che l'arroganza di Garrosh avesse scatenato gli Sha sulla Valle dell'Eterna Primavera. Essi notarono che Garrosh aveva lasciato Urloatroce, e dopo aver informato Theron di rimanere fuori dalla strada dell'Alleanza, Jaina inviò gli eroi dell'Alleanza attraverso un portale per aiutare le forze assedianti Orgrimmar. Jaina e Vereesa Ventolesto accompagnarono la squadra d'assalto di Re Varian Wrynn alla Baia Manotagliente e parteciparono allo scontro con il proto-drago Galakras. In seguito alla sconfitta di Garrosh, Jaina fissò l'Orda e li accusò di ordire in quel momento, un complotto contro l'Alleanza. Ha esortato Varian a cogliere questa opportunità per conquistare Orgrimmar e smantellare l'Orda, anche se alla fine il re di Roccavento non prese questa decisione accettando come nuovo Capoguerra Vol'jin.

### Il processo
Jaina partecipò al processo di Garrosh nel Tempio della Tigre Bianca insieme a Re Varian, il principe Anduin, Kalecgos e Vereesa Ventolesto. Quando Garrosh riuscì a fuggire con l'aiuto del drago bronzeo Kairozdormu, quest'ultimo aprì molti portali di diverse versioni alternative di molte delle persone presenti, facendone uscire delle versioni impazzite tra cui una di Jaina. Questa versione di Jaina possedeva l'odio per l'Orda e cominciò a lanciare palle di fuoco contro i membri dell'Orda in aula, ma alla fine riuscì a sconfiggerla. Tuttavia, Jaina fu colpita da un colpo della Signora della Guerra Zaela; soltanto l'intervento di Chi-Ji riuscì a salvarla. Quando Jaina si riprese si riconciliò definitivamente con Thrall, ed egli le avrebbe promesso che avrebbe trovato Garrosh.

## Aspetto
Jaina è una donna dai capelli biondi e gli occhi azzurri, di bell'aspetto. I suoi indumenti consistono in una tunica bianca molto scollata, che lascia anche scoperto l'ombelico, e una lunga gonna bianca; sopra questi vestiti presenta un mantello viola con due lunghe maniche bianche e due spallacci viola. Quando fu esposta alle radiazioni arcane della bomba al mana, i suoi capelli sono diventati completamente bianchi - salvo una piccola ciocca davanti al lato sinistro. Come arma utilizza un lungo bastone sul quale si trova un lungo cristallo fluttuante. In Heroes of the Storm Jaina ha di nuovo i capelli biondi, mentre la gonna scompare, sostituita da dei pantaloni bianchi; inoltre, sul suo mantello, è presente un cappuccio.

## Personalità
Gli stranieri spesso confondono l'indipendenza e la forza di spirito di Jaina con una personalità avventata e testarda. Tuttavia, la verità è che lei ha sviluppato una prodigiosa capacità di capire la gente e le sue reali intenzioni. È un vero campione della sua gente, e farebbe tutto, compreso dare la sua vita, per assicurare la loro sopravvivenza. Jaina rispetta la vita in tutte le sue forme, e rifiuta che venga fatto del male agli innocenti in sua presenza. Preferisce l'azione alle parole, e ha sviluppato una grande ammirazione per il successo di Thrall nel fondare Durotar.
Solo una volta Jaina permise all'odio di guidarla, quando Garrosh usò la bomba al mana per distruggere Theramore, ma l'esperienza vissuta cambiò quasi il suo carattere.
La vita a Theramore è spesso isolata, ma Jaina accoglie i visitatori con calore e allegria in cambio di storie dal resto del mondo. La sua gente è semplice, la maggior parte contadini e pescatori. In cambio di informazioni o artefatti che possano migliorare la vita della sua gente, Jaina spesso fornisce assistenza arcana ai visitatori, a volte addirittura teletrasportandoli a grande distanza, evocando elementali per guidarli nei loro viaggi o proteggendoli con incantesimi. Non è una persona sedentaria e quando un pericolo si fa vedere parte subito a fronteggiarlo per proteggere Theramore..
Contro i nemici mortali, Jaina è pietosa e cerca di fare prigionieri piuttosto che morti o forzarli alla resa. Ma quando combatte contro demoni o non morti usa i suoi incantesimi per infliggere il maggior danno possibile.

## Poteri e abilità
Jaina, essendo probabilmente la maga più potente in vita, è in grado di padroneggiare una vasta gamma di incantesimi e magie. Tuttavia preferisce usare incantesimi legati all'acqua e al ghiaccio: un esempio è un elementale d'acqua che le dà sempre sostegno. Dopo che la bomba al mana la irradiò con l'energia arcana i suoi poteri aumentarono considerevolmente; inoltre, con l'Iride Focalizzante è riuscita a creare un'immensa onda d'acqua. Dopo che il Re del Tuono Lei Shen fu sconfitto, le venne data la verga del suo maestro Antonidas dagli avventurieri dell'Alleanza - che prima dello scontro aveva dato a loro - contenente il potere del signore dei Mogu.

## Relazioni
Jaina ha avuto alcune interazioni romantiche con alcuni personaggi della storia di Warcraft. Lei ed Arthas erano strettamente legati, tanto da arrivare quasi al matrimonio, ma alla fine i loro compiti verso Dalaran e Lordaeron li costrinsero a lasciare perdere la cosa, e non riuscirono più a ricostruire la relazione perduta.
In una delle ultime missioni di The Frozen Throne Arthas parla di Kael'thas e del suo tentativo di 'rubargli' Jaina. Kael'thas conferma questo fatto rinfacciando ad Arthas che gli aveva portato via tutto ciò che aveva mai amato. La biografia di Kael'thas nell'enciclopedia di Warcraft Getting Started on your Free Trial rivela che egli si innamorò di Jaina mentre lei stava studiando a Dalaran con Antonidas, ma la differenza di età (lei era una ragazza mentre lui aveva già qualche secolo) lo riempì di sensi di colpa e dubbi. Quando finalmente si decise a parlarle Jaina era in un punto della sua vita in cui lo studio era prima di tutto. Pochi mesi dopo, cominciarono a circolare le chiacchiere sulla sua relazione con Arthas.
Queste relazioni sono narrate nel romanzo Arthas - L'ascesa del Re dei Lich scritto da Christie Golden.
Jaina cominciò anche ad avere una relazione con Kalecgos, il nuovo Aspetto dello Stormo blu.

### Relazione con Thrall
Dopo che le forze di Thrall e Jaina furono costrette a lavorare assieme da Medivh, i due divennero buoni amici. Thrall constatò che Jaina gli ricordava molto la sua cara amica Taretha Foxton, ma Jaina non ha mai espresso un perché particolare per la sua fiducia in Thrall. La loro relazione è incrollabilmente forte, essendosi rinsaldata con la battaglia di Durotar che costò a Jaina suo padre e a Thrall molti dei suoi uomini. Nonostante l'Alleanza e l'Orda ora siano opposte, loro si considerano tuttora alleati.
Nell'istance di Gnomeregan è possibile per i giocatori dell'Alleanza recuperare la White Punch Card, un documento scritto in codice binario. Se decodificato, permette di leggere "Thrall and Jaina sitting in a tree, K-I-S-S-I-N-G", uno scherzo in-game da parte della Blizzard Entertainment per i fan.

## Altre apparizioni
Jaina appare come personaggio selezionabile in Heroes of the Storm. Jaina appare anche come eroe giocabile nella classe del mago in Hearthstone: Heroes Of Warcraft